# Ludvik Puklavec (zdravnik)
Ludvik Puklavec, slovenski zdravnik in pedagog, * 24. oktober 1957, † 24. maj 2020.
Predaval je nuklearno medicino na Fakulteti za zdravstvene vede v Mariboru in Medicinski fakulteti v Mariboru, hkrati pa je delal v Univerzitetnemu kliničnemu centru Maribor na Oddelku za nuklearno medicino. Medicinsko fakulteto v Ljubljani je končal leta 1982, služboval pa je v Zdravstvenemu domu Maribor, v Splošni bolnišnici Maribor, v LKH Bad Aussee v Avstriji in nazadnje v Univerzitetnem kliničnem centru v Mariboru. Specializacijo iz interne medicine je zaključil leta 1990, od leta 1993 pa se je ukvarjal z nuklearno medicino in tirologijo.